# Apriporta
Un apriporta è un dispositivo elettromeccanico o elettronico utilizzato per l'apertura automatica di una porta, eventualmente a distanza, e presente in abitazioni, garage, locali di deposito o esercizi commerciali, spesso in combinazione a un impianto citofonico o videocitofonico e a un eventuale telecomando. Apriporta sono presenti anche nei veicoli adibiti a servizio pubblico.

## Storia
Già dalla fine del Settecento nelle case bolognesi era presente una catena o una corda che comandava meccanicamente l'apertura del portone, riportata mediante apposite carrucole fino ai piani alti delle abitazioni, mentre un'altra catena o corda permetteva a chi arrivava di suonare una campanella per annunciare la propria presenza. Grazie a questo sistema la servitù poteva sbloccare la serratura a distanza dando un secco e deciso "tiro" all'apposita corda.

## Tipologie di funzionamento
In relazione alla tipologia del meccanismo di comando gli apriporta si suddividono In
- meccanici
- elettrici
- pneumatici, diffusi soprattutto sugli autobus e altri mezzi di trasporto pubblico

## Impiego

### Apriporte per case e giardini
Gli apriporta sono presenti sia per le porte scorrevoli che per quelle incardinate.
Per le porte a vetri scorrevoli l'unità motrice è posta alla base della porta, al livello del pavimento ed è per questo collocata all'interno, al riparo dagli agenti atmosferici.
Per le porte incardinate di solito l'apriporta elettrico trattiene la porta in posizione di chiusura, ed in genere dal lato esterno lo scrocco non può essere azionato: per questo motivo le porte con apriporta elettrico hanno in genere maniglie o impugnature fisse.

### Apriporta per garage

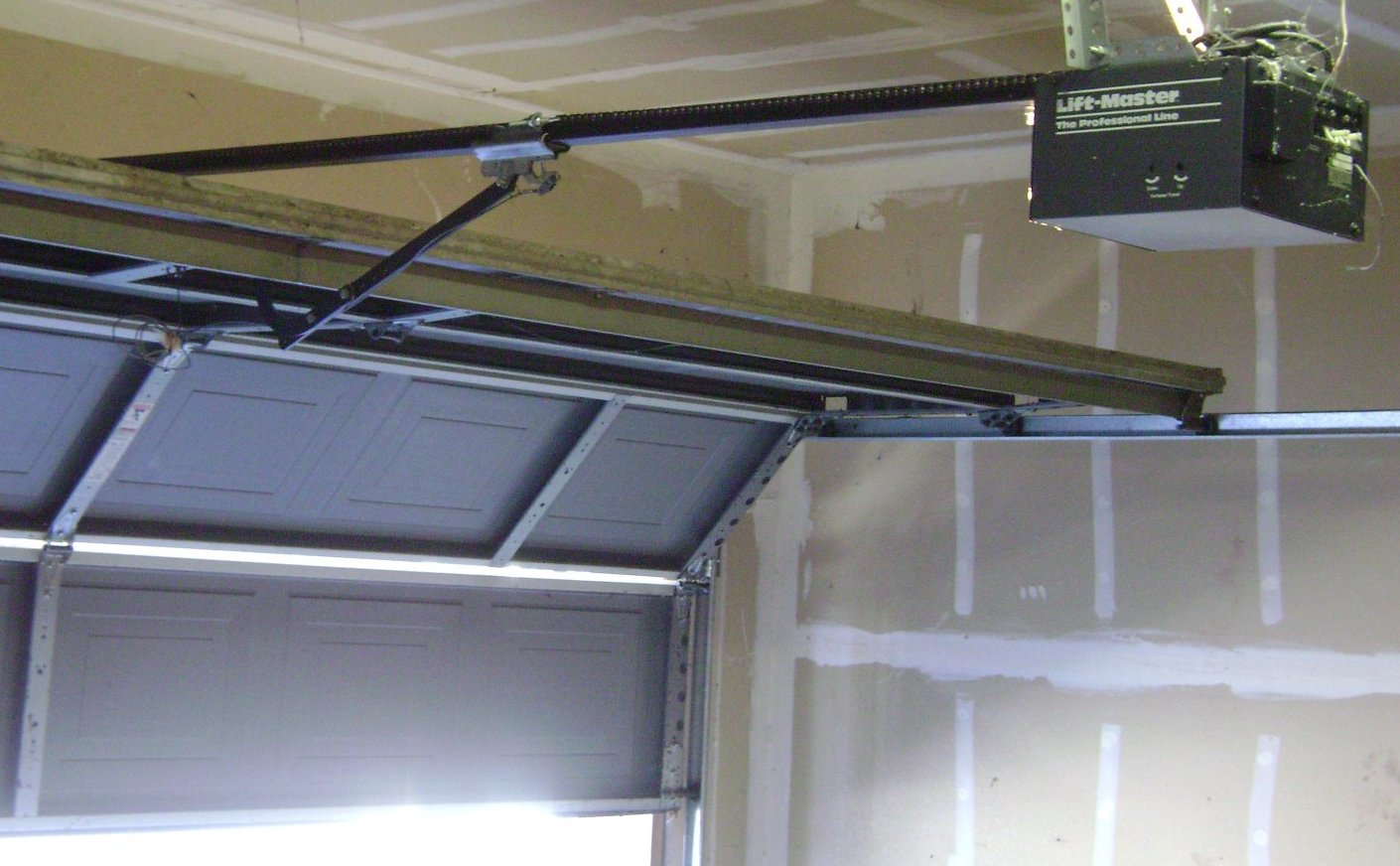
foto di un apriporta per garage

L'apriporta basculante da garage fu inventato da C.G. Johnson nel 1926 a Hartford City, Indiana, ma si diffuse solo dopo la seconda guerra mondiale quando la Era Meter Company di Chicago ne introdusse in commercio un modello dove la porta poteva essere aperta tramite un tastierino o un interrotture posizionati alla fine del vialetto d'accesso o all'interno del garage.